# Joe E. Ross
Joe E. Ross, né Joseph Roszawikz, est un acteur américain né le 15 mars 1914 à New York et décédé le 13 août 1982 à Los Angeles en Californie.

## Filmographie

### Cinéma
- 1950 : Fureur sur la ville (The Sound of Fury) de Cy Endfield : Nightclub Entertainer
- 1952 : La Reine du hold-up (This Woman Is Dangerous) de Felix E. Feist : Asst. Manager
- 1956 : Le Tour du monde en quatre-vingts jours (Around the World in Eighty Days) : Extra
- 1957 : Hear Me Good : Max Crane
- 1958 : Tueurs de feux à Maracaibo (Maracaibo) : Milt Karger
- 1960 : Le Dingue du palace (The Bellboy) de Jerry Lewis : Joey, Gangster
- 1961 : Une blonde à l'abordage (All Hands on Deck) de Norman Taurog : Bos'n
- 1967 : Tony Rome est dangereux (Tony Rome) : Bartender at Paradise Club
- 1968 : Un amour de Coccinelle (The Love Bug) : Detective
- 1969 : Judy's Little No-No : Jose
- 1970 : Du vent dans les voiles (The Boatniks) : Nutty Sailor
- 1971 : Revenge Is My Destiny
- 1971 : The Naked Zoo
- 1973 : The Godmothers : Gino
- 1973 : Frasier, the Sensuous Lion : Kuback
- 1974 : How to Seduce a Woman : Bartender
- 1975 : Linda Lovelace for President
- 1976 : Slumber Party '57 : Patrolman
- 1977 : The Happy Hooker Goes to Washington : Night Watchman
- 1979 : Gas Pump Girls : Bruno
- 1979 : Skatetown, U.S.A. : Rent-a-Cop
- 1981 : The Woman Inside
- 1987 : No Man's Valley : Daniel (voix)

### Télévision

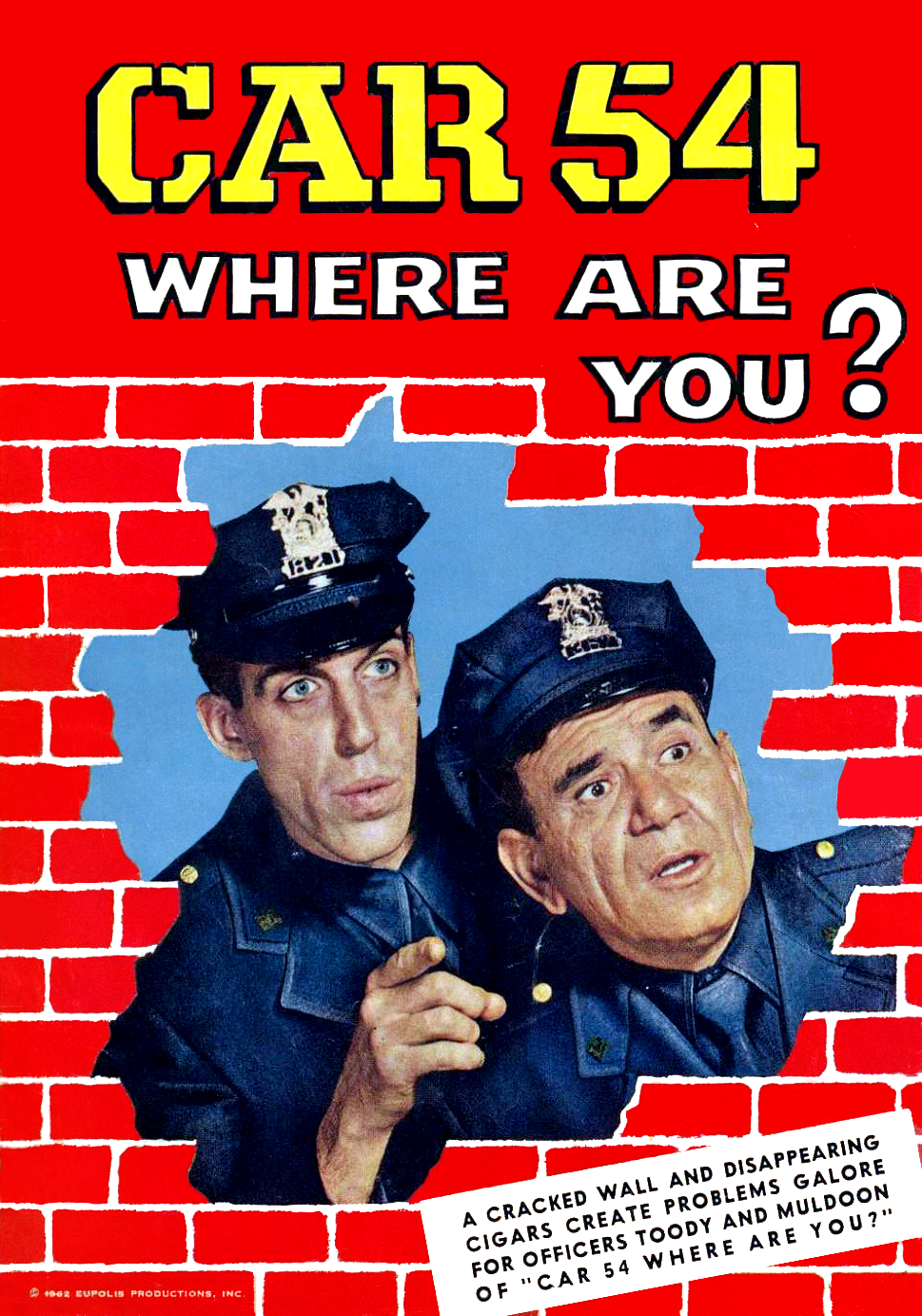
Fred Gwynne et Joe E. Ross dans le film Car 54, Where Are You?.

- 1955 : The Phil Silvers Show (série télévisée) : Sgt. Rupert Ritzik
- 1959 : Keep in Step : Sgt Rupert Ritzik
- 1959 : The Phil Silvers Pontiac Special: Keep in Step : Sergeant Rupert Ritzik
- 1966 : It's About Time (série télévisée) : Gronk
- 1972 : Getting Away from It All : Cab Driver
- 1974 : Hong Kong Fou Fou ("Hong Kong Phooey") (série télévisée) : Sergeant Flint (voix)
- 1975 : The New Tom & Jerry Show (série télévisée) : Additional Voices (voix)
- 1977 : The C.B. Bears (série télévisée) : Roll (voix)